# Lodore
Lodore è il penultimo romanzo di Mary Shelley, completato nel 1833 e pubblicato nel 1835. Il romanzo è anche apparso col titolo The Beautiful Widow ("La bella vedova").
In Lodore Mary Shelley tratta i temi del potere e della responsabilità nel microcosmo della famiglia. 

## Trama
Il nucleo della storia segue le fortune della moglie e della figlia del personaggio del titolo, Lord Lodore, che viene ucciso in duello alla fine del primo volume, lasciando le due donne alle prese con una serie di ostacoli legali, finanziari e famigliari. Mary Shelley mette al centro delle vicende i seguenti personaggi femminili: la figlia di Lodore, Ethel, cresciuta con una eccessiva dipendenza dal controllo paterno, la vedova, Cornelia, costantemente in pensiero per le regole e le aspettative della società aristocratica, e Fanny Derham, intellettuale e indipendente, con cui le altre due sono messe a confronto.